# روجيرو (شخصية)
روجيرو (بالإيطالية: Ruggiero)‏ هو شخصية أسطورية بارزة في الأدب الفروسي الإيطالي، ظهر بشكل رئيس في أعمال مثل أورلاندو الهائج لـلودوفيكو أريوستو وأورلاندو العاشق لـماتيو ماريا بوياردو. وُلد روجيرو كفارس من السارازين (المسلمين) وكان يقاتل في البداية إلى جانب جيشهم ضد فرسان شارلمان المسيحيين. ومع ذلك، كانت النبوءات تشير إلى اعتناقه المسيحية ودوره المهم في تشكيل مستقبل أوروبا. يشتهر روجيرو بعلاقته العاطفية مع برادامانتي، الفارسة المسيحية الشجاعة، حيث كانت قصتهما مليئة بالتحديات وسوء الفهم، لكنها تمثل رمزاً للأسس الأسطورية لأسرة إستي النبيلة. كان روجيرو يجسد القيم المثالية للفروسية، مثل الشجاعة والولاء والنبل، ولكنه عاش أيضاً مغامرات مليئة بالسحر، حيث واجه مخلوقات أسطورية واستخدم درعاً سحرياً يُعمي أعداءه وركب مخلوق الهيبوغريف الأسطوري.